# NGC 829
NGC 829 è una galassia a spirale barrata situata nella costellazione della Balena, a una distanza di circa 184 milioni di anni luce dalla nostra Via Lattea.

## Scoperta
La galassia è stata scoperta il 23 settembre 1865 dall'astronomo prussiano Heinrich d'Arrest.

## Descrizione
NGC 829 ha una classe di luminosità III e presenta una larga riga a 21 cm dell'idrogeno neutro.
Secondo il database SIMBAD è una radiogalassia.

## Gruppo di NGC 788
NGC 829 fa parte del Gruppo di NGC 788, un raggruppamento che comprende almeno cinque galassie. Le altre quattro galassie del Gruppo di NGC 788 sono IC 183, NGC 788, NGC 830 e NGC 842.